# Esche
Esche is een gemeente in het landkreis Grafschaft Bentheim in de Duitse deelstaat Nedersaksen. Esche telt 567 inwoners. De plaats ligt aan de Overijsselse Vecht (Duits: Vechte) tussen Nordhorn en de Nederlandse plaats Emmen. De gemeente behoort tot de Samtgemeinde Neuenhaus, die haar bestuurszetel in Neuenhaus heeft.

## Politiek
De onbezoldigde burgemeester Hermann Berends werd op 9 september 2001 gekozen.